# Ермолины
Ермолины — древний русский купеческий и дворянский род.
Род внесён в родословную книгу: Саратовской, Симбирской, Смоленской, Тамбовской, Казанской губерний.

## История рода

#### Купцы Ермолины
Ермолины, старинный московский купеческий род, ведущий свое происхождение от Василия  Капцы, взятого великим московским князем Дмитрием Ивановичем Донским с собой, в числе прочих именитых купцов на Куликово поле (1380-70=1310 г.р.). У него было два сына: Ермола и Тимофей.
По книге Ф.Ф. Шахмагонова «Ликуя и скорбя» (глава 5, часть 13, стр. 29).
«...Василий Капца пришёл в Москву из Новгорода при Иване II Ивановиче, сыне Ивана I Калиты, в  1353 г. Имел торги в Твери, в Рязани, в Новгороде Нижнем, держал торговлю в Сарае до ордынской замятии. Торговал допреж серебром, деньгами. Ни лодию не надо спускать на воду, ни струги гонять, ни караваны вести по опасным дорогам. Дал рубль — получи два рубля. Продавал товар необъемный, дорогой: восточные пряности и сладости: перец, горчицу, травы лечебные, корицу, гвоздику и т.д.
...В 1366 г. купцы и Василий Капца вернулся из Коломны в Москву, Дмитрий Иванович призвал их в княжий терем, в думную гридницу московских именитых торговых гостей...
-Бери, Василий, торг! Десять лет не будет тамги на твой товар. Если еще раз придет ратью Орда, все разорит!
-Я не супротив! — сказал Капца.— Плавить железо и сделать оружие из своего железа — дело громадное! Где люди?
-Ты дело бери, а люди — моя забота! — заключил Дмитрий.
...Рудознатцы, посланные Сергием на Устюжну, собирали руду по болотам. Железо веками накапливалось на торфяных берегах, бродили люди и собирали красные осадки, из них плавилось железо, а потом уже ложилось на наковальню. Собирали трудно, собирали в глухих нетронутых озерах...»
По указу князя Дмитрия Ивановича Донского, Василий Капца и его сыновья в период с 1366 по 1380 гг. организовывали на Устюжне, на Белоозере, в Угличских лесах сбор руды по болотам, из которой потом монахи, беглые крепостные крестьяне, кузнецы, рудознатцы плавили железо и ковали оружие: самострелы, железные стрелы, копья, мечи, топоры... для победы над Ордой. В 1380 г. Василий Капца и его сыновья участвовали в Куликовской битве. Князь Дмитрий Иванович наградил Василия и его сыновей титулом боярин и землями...
Умер Василий  Капца после 1380 г. в городе Новгороде.
От Ермолы пошёл род Ермолиных.
Ермола после смерти в 1410 г. (1410-70=1340 г.р.) своего духовного наставника игумена Спасо-Андроникова монастыря Саввы, передав свое дело и накопленный капитал сыновьям (Дмитрию, Никите, Петру и Юрию), «преобиде толикое богатство и таковый лик сынов, паче же благородием сущим и богатеем», на склоне лет постригся в Троице-Сергиевом монастыре под именем Ефрем, но, не прижившись у Троицы перешёл в Московский Спасо - Андроников монастырь. Где на свои немалые средства, на месте одноимённой деревянной церкви в 1426 г. построил каменный Спасский собор. В 1428 г. церковь была расписана монахами Спасо - Андроникова монастыря Андреем Рублёвым и Даниилом Чёрным.
В третьей расширенной редакции Жития Сергия Радонежского, составленного Пахомием Логофетом, повествуется о любопытном курьёзе, произошедшем при пострижении в Троице-Сергиевой обители Ермолы Васкина, получившего иноческое имя Ефрем. В духовные отцы ему тогдашний игумен Никон определил монаха со стажем...
Это был его родной брат Тимофей (в иночестве Герман)...
Ермола Васильевич был сильно обижен на брата за то, что тот не захотел помогать ему восстанавливать семейный бизнес, оставил на него престарелых родителей, своя семья, маленькие дети... Эта обида и послужила причиной его перехода в Московский Спасо - Андроников монастырь.
Умер Ермола Васильевич Капца (игумен Спасо-Андроникова монастыря Ефрем) в 1431 или 1432 г. Погребен в подклете Спасского собора Спасо-Андроникова монастыря. Подклет Спасского собора задумывался Ермолой Васильевичем как усыпальница рода Ермолиных. Уже в XIV веке он почитался в лике святых среди первых четырёх настоятелей Спасо-Андроникова монастыря.
Тимофей будучи ещё молодым человеком (1429-70=1359 г.р.), отказался, в отличие от отца и брата, заниматься торговыми делами и, променяв мирскую жизнь на монашескую,  ушёл в Троице-Сергиеву обитель, где был пострижен под именем Германа. Этот необычный шаг был сделан им ещё при жизни отца Василия Капцы. Это могло произойти после того, как он, с отцом Василием и братом Ермолой, побывал на Куликовом поле, где он видел огромное количество убитых и раненых...
Именно Герман (Тимофей Васильевич Капца) занимался монастырским строительством и под его руководством, после пожара (29.06.1426), были восстановлены деревянные кельи и трапезная. Будучи ещё ребёнком, он видел как на Устюжне... монахи, беглые крепостные крестьяне раскорчёвывали лес, рубили своими руками кельи, ставили церкви, а потом приходили к ним кузнецы и рудознатцы... Возможно, он занимался и возведением каменного Троицкого храма (осень 1426 г.).
Умер и похоронен Тимофей Васильевич Капца в Троице-Сергиевом монастыре после 1429 г.

#### Дворяне Ермолины
Ермолин Василий Дмитриевич мастер каменных дел (1467). Самсон Ермолин своеземец, владел поместьем в Вотской пятине (1500). Двинский вотчинник Дмитрий Ермолин (1551). Опричником Ивана Грозного числился Иван Ермолин (1573). Ждан, Ширяй и Неупокой Ивановичи владели поместьями в Рязанском уезде (1590-х).
Десятник Енисейских казаков Илья Ермолин послан для описи рек от Илимского порога до Ленского волока (1640).
Пять представителей рода владели поместьями в Рязанском уезде (1690-х). Андрей и Аврам Михайловичи, владели поместьями в Богородицком уезде, Григорий Ермолин населённым имением (1699).

## Известные представители
- Ермолин Иван Фёдорович — малоархангельский городовой дворянин (1627—1629), воевода в Серпейске (1646).
- Ермолин Терентий (Третьяк) — служилый человек, плавал по Амуру (1652).
- Ермолин Михаил Иванович — московский дворянин (1658—1677), помещик Оболенского уезда.
- Ермолин Иван Иванович — московский дворянин (1658—1677), воевода в Одоеве (1663).
- Ермолин Родион Филиппович — рейтар (1678)[3][4].